# Сансан (коммуна)
Санса́н (фр. Sansan) — коммуна во Франции, находится в регионе Юг — Пиренеи. Департамент — Жер. Входит в состав кантона Ош-Сюд-Эст-Сесан. Округ коммуны — Ош.
Код INSEE коммуны — 32411.

## География
Коммуна расположена приблизительно в 610 км к югу от Парижа, в 70 км западнее Тулузы, в 13 км к югу от Оша.
По территории коммуны протекает река Жер.

## Климат
Климат умеренно-океанический. Лето жаркое и немного дождливое, температура часто превышает 35 °С. Зимой часто бывает отрицательная температура и ночные заморозки. Годовое количество осадков — 700—900 мм.

## Население
Население коммуны на 2010 год составляло 97 человек.
| 1962 | 1968 | 1975 | 1982 | 1990 | 1999 | 2010 |
| ---- | ---- | ---- | ---- | ---- | ---- | ---- |
| 87   | 90   | 81   | 98   | 108  | 89   | 97   |

## Администрация
| Период | Период | Фамилия        | Партия | Примечания |
| ------ | ------ | -------------- | ------ | ---------- |
| 2001   | 2014   | Шанталь Ташуар |        |            |
| 2014   | 2020   | Стефан Огар    |        |            |

## Экономика
В 2010 году среди 67 человек трудоспособного возраста (15-64 лет) 53 были экономически активными, 14 — неактивными (показатель активности — 79,1 %, в 1999 году было 82,3 %). Из 53 активных жителей работали 53 человека (27 мужчин и 26 женщин), безработных не было. Среди 14 неактивных 4 человека были учениками или студентами, 6 — пенсионерами, 4 были неактивными по другим причинам.

## Фотогалерея
- Въезд в Сансан
- Церковь
- Церковь
- Карта коммуны